# Wagram Music
Wagram Music é uma gravadora independente francesa sediada em Paris. Ele possui um catálogo de vários gêneros musicais como Pop francês, rock e hard rock, pop, world, eletrônica, reggae, soul, jazz e blues. Representa artistas como Jessy Matador, Caravan Palace e Corneille.